# Lisia Góra (Wielki Kack)
Lisia Góra (Szrederowa Góra, česky Liščí hora) je písčitý kopec (139 m n. m.) v městské čtvrti Wielki Kack města Gdyně v Pomořském vojvodství v Polsku.

## Další informace
Kopec odvádí vody do potoka Źródło Marii a Potok Przemysłowy v přírodní rezervaci Jezioro Kackie v povodí řeky Kacza.
Vrchol kopce je zalesněn a vedou na něj jen lesní stezky. Na úpatí hory se nachází velký hřebčín s historickými stájemi a hospodářskými budovami z roku 1930. V roce 1945 zde byly umístěny dvě protiletadlová děla a jedno protitankové dělo wehrmachtu, které zničily pět tanků sovětské armády.
Podle legendy se na kopci snad scházely čarodějnice.
V zimně je kopec oblíbeným cílem sáňkařů a v minulosti se zde také těžil štěrk.